# Alessandro Blasetti
Alessandro Blasetti (Róma, 1900. július 3. – Róma, 1987. február 1.) olasz filmrendező, forgatókönyvíró.

## Életpályája
Jogi diplomáját megszerezve újságíró lett. Kritikai munkásságot folytatott, filmlapokat szerkesztett (L'Impero, Lo Schermo, Cinematografo, Lo Spettacolo d'Italia). Az 1920-as évek végén többedmagával – Goffredo Alessandrinivel, Umberto Barbaróval, Aldo Verganóval stb. – megalapította az Augustus filmvállalatot, majd a Cines cég számára dolgozott. Filmalkotással 1929-ben mutatkozott be első ízben. 1932–1934 között az első olasz filmiskola igazgatója volt. 1934-től színházi rendezéssel is foglalkozott. 1945–1947 között a római színházakban színpadra vitte John Boynton Priestley nálunk is játszott Conway család című színművét.

## Munkássága
A Mussolini-uralom éveiben a vezető művészek közé tartozott mint a fasiszta szellemű A régi gárda (1934) és az ünnepelt Vaskorona című történelmi tabló (1941) rendezője. Munkásságában azonban egyidejűleg haladó vonások is kimutathatók voltak. Így pl. az 1860 című filmje (1934) a Garibaldi-féle forradalmi mozgalom dicsőséges napjait idézte, az Úti kaland (1942) pedig első változatában reális képet nyújtott a kispolgárság világáról. Ennek hatása fellelhető a neorealista irányzatban is. Blasetti jó képességű dokumentumfilm-készítő is volt. Nyilatkozata szerint az 1960-ban forgatott Én szeretlek, te szeretsz (1962) című alkotásával, amely több országban – így a Szovjetunióban is – játszódik, a népek közötti megértést kívánta szolgálni. Sokoldalú művész, drámában, vígjátékban egyaránt emlékezeteset nyújtott.

## Filmjei
- Anyaföld (Terra madre) (1931)
- Palio (1932)
- A szegények asztala (La tavola dei poveri) (1932)
- A Haller-ügy (Il caso Haller) (1933)
- 1860 (1934)
- A régi gárda (Vecchia guardia) (1934)
- Aldebaran (1936)
- A parmai grófnő (La contessa di Parma) (1938)
- Rókavadászat a római földeken (La caccia alla volpe nella campagna Romana) (1938)[2]
- Ettore Fieramosca (1938)
- Salvator Rosa kalandjai (1939)
- Gúnyvacsora (La cena delle beffe) (1941)
- Vaskorona (1941)
- Úti kaland (4 passi fra le nuvole, 1942)
- Senki sem tér vissza (Nessuno torna indietro) (1945)
- Az élet egy napja (Un giorno nella vita) (1946)
- Angyalvár (Castel Sant'Angelo) (1947)
- A milánói dóm (Il duomo di Milano) (1947)
- Fabiola (1948)
- Elsőáldozás (Prima comunione) (1950)
- Szépek szépe (1951)
- Kár, hogy bestia (1955)
- Szerelem és fecsegés (1958)
- Egy nehéz élet (1961)
- Én szeretlek, te szeretsz (1962)
- Többgyermekes agglegény (1964)
- Én, én, én… és a többiek (1966)

## Díjai
- Mussolini Kupa (1941) Vaskorona
- Ezüst Szalag díj (1946, 1951)
- David di Donatello-díj (1963, 1966, 1981)
- Arany Oroszlán díj (Életműdíj) (1982)